# Đỗ Đức Thái
Đỗ Đức Thái (sinh năm 1961 tại Hà Nội) là một Giáo sư, Tiến sĩ khoa học người Việt Nam. Ông hiện là Thư ký Hội đồng Giáo sư Nhà nước ngành Toán học; trưởng khoa Toán – Tin, Trường Đại học Sư phạm Hà Nội. Ông cũng là thành viên Hội đồng Khoa học Viện Nghiên cứu cao cấp về Toán nhiệm kỳ 2014-2018, phó chủ tịch Hội Toán học Việt Nam nhiệm kỳ 2018-2023. Ngoài ra, ông còn là giáo sư thỉnh giảng tại nhiều trường đại học của Pháp, Nhật, Đức, Thụy Sĩ.

## Tiểu sử
Ông sinh ra và lớn lên tại Hà Nội, theo học tại trường Trung học cơ sở Trưng Vương. Từ năm 1975, ông theo học Trường Trung học phổ thông Chuyên, Trường Đại học Sư phạm Hà Nội. Năm 1978, ông là 1 trong 8 người được chọn vào đội tuyển tham dự cuộc thi Olympic Toán quốc tế tại Romania và đã nhận huy chương Đồng.

## Sự nghiệp
Sau khi tốt nghiệp đại học, ông ở lại Trường Đại học Sư phạm Hà Nội làm giảng viên. Năm 1982, ông bắt đầu làm nghiên cứu sinh về hình học vi phân dưới sự hướng dẫn của Giáo sư Đoàn Quỳnh. Trong thời gian này, ông cũng là học trò của nhà toán học Lê Văn Thiêm.
Năm 1989, ông được cử đi làm luận án phó tiến sĩ ở Liên Xô. Tại đây, ông đã được Mikhail Zaidenberg chỉ bảo, hỗ trợ. Đến năm 1992, do biến cố chính trị ở Liên Xô, các thỏa thuận giáo dục giữa Việt Nam và Liên Xô ngừng được thi hành nên ông phải sống trong điều kiện thiếu thốn. Ông đã không có đủ kinh phí để hoàn thành luận án và buộc trở về nước.
Dưới sự hỗ trợ của Giáo sư Nguyễn Văn Khuê, ông đã hoàn thành luận án phó tiến sĩ, rồi tiến sĩ vào năm 1995. Năm 1996, ông đã được phong hàm Phó Giáo sư. Ông nhận hàm Giáo sư năm 2003 khi mới 42 tuổi, là giáo sư trẻ nhất Việt Nam tại thời điểm đó.
Ông từng là thầy giáo của nhiều nhà khoa học và nhà toán học như Đàm Thanh Sơn, Vũ Hà Văn, Nguyễn Tiến Dũng, Ngô Bảo Châu, Đinh Tiến Cường,...
Năm 2012, ông được đề cử làm hiệu trưởng Trường Đại học Sư phạm Hà Nội với số phiếu bầu cao nhất qua nhiều vòng. Tuy nhiên, việc bổ nhiệm không thành.

### Chủ biên chương trình phổ thông môn Toán năm 2018
Trong thời gian được chọn làm Chủ biên cho chương trình sách giáo khoa môn Toán mới năm 2018, ông đã nhận được nhiều ý kiến trái chiều về chương trình này. Ông đã khẳng định lại rằng "quan điểm xây dựng chương trình môn Toán theo chương trình phổ thông 2018 là tinh giản, thiết thực, hiện đại và khơi nguồn sáng tạo" chứ không chỉ tập trung cho các học sinh giỏi để đi thi. Đồng thời, ông cũng phủ nhận rằng chương trình này "không tạo điều kiện cho học sinh giỏi phát triển".
| “                                                   | Toán học dứt khoát không được trở thành xa xỉ phẩm dành riêng cho một số nhóm học sinh | ” |
| — Phát biểu tại Ngày hội Toán học mở 2020, Cần Thơ. |                                                                                        |   |

### Một số bài báo chọn lọc
- Thai D.D., Mai P.N. Singular Directions of Brody Curves, J Geom Anal 31, 1721–1731 (2021).
- Thai D.D., Quang S.D. Non-integrated defect of meromorphic maps on Kähler manifolds, Math. Z. 292, 211–229 (2019).
- Thai D.D., Thoan P.D. The Gauss Map of Algebraic Complete Minimal Surfaces Omits Hypersurfaces in Subgeneral Position, Vietnam J. Math. 46, 579–591 (2018).
- An D.P., Quang S.D. & Thai D.D. The second main theorem for meromorphic mappings into a complex projective space, Acta Math Vietnam, 38, 187–205 (2013).
- Dieu N., Thai D. Complete hyperbolicity of Hartogs domain, manuscripta math, 112, 171–181 (2003).